# 帕維爾·米留科夫
帕维尔·尼古拉耶维奇·米留科夫（羅馬化：Pavel Nikolayevich Milyukov；1859年1月27日—1943年3月31日），俄国著名历史学家、立宪民主党的创建者、核心领导者、政治家以及二月革命后的临时政府首任外交部长。

## 生平
出身于莫斯科一个建筑师家庭。1877年入莫斯科大学历史-哲学系学习，1882年毕业后留校在俄国史教研室任教。1891年硕士毕业。主张自由主义，1894年被莫斯科大学解聘。1896年至1903年著有《俄国文化史纲》3卷本。
1905年10月创办了俄国立宪民主党。
第一次世界大战爆发后，站在了护国主义立场，坚决拥护世界大战，支持其儿子志愿参军（后阵亡）。
1917年二月革命中，主张保留君主制，但形势发展太快而超脱于立宪民主党的控制。第一届临时政府中，立宪民主党人李沃夫王公出任总理，米留科夫任外交部长。米留科夫坚决反对公众的不惜任何代价立即和平的愿望，主张固守协约国盟友的战争义务。1917年5月1日米留科夫向英、法政府发出外交照会，声明俄国临时政府“充分遵守对我协约各国所承担的义务”，“把世界战争进行到彻底胜利”。这个照会激起彼得格勒士兵与工人的愤怒，导致了临时政府的第一次危机。1917年5月4日米留科夫下台。
十月革命后，米留科夫离开了彼得格勒，在白军中担任各种职务。苏俄内战结束后，移民法国。继续保持积极的政治活动，主编流亡白俄报纸《最新新闻》（1920-1940）至法国陷落。